# 대잠 무기

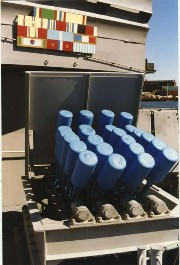
A Hedgehog depth charge launcher

대잠 무기(對潛武器, 영어: anti-submarine weapon, ASW)는 잠수함에 대항하여 잠수함을 파괴(침몰)시키거나 잠수함의 전쟁 무기로서의 능력을 감소시키기 위한 여러 무기 체계들 중 하나이다. 가장 간단한 의미에서 대잠 무기는 일반적으로 잠수함을 파괴하는 데 최적화된 발사체, 미사일 또는 폭탄이다.

## 같이 보기
- 대잠전
- 대잠 미사일